# FC Dieppe
FC Dieppe là một đội trong câu lạc bộ bóng đá Pháp có trụ sở tại Dieppe (Seine-Maritime). Đội được thành lập vào năm 1896. Họ chơi tại Stade des Vertus, có sức chứa 2.600 (có thể mở rộng đến 8.000). Màu sắc của câu lạc bộ là màu trắng và màu xanh.
Kể từ mùa giải 2018, câu lạc bộ chơi ở Championnat National 3, Group J.

## Đội hình hiện tại
| Số áo |        | Vị trí | Cầu thủ           |
| ----- | ------ | ------ | ----------------- |
|       | France | GK     | Dylan Bayer       |
|       | France | GK     | Frédéric Burel    |
|       | France | GK     | Nathan Gremont    |
|       | France | DF     | Jonathan Bideau   |
|       | France | DF     | Jimmy Garnier     |
|       | France | DF     | Alban Lefebvre    |
|       | France | DF     | Théo Letombe      |
|       | France | DF     | Jonathan Mortoire |
|       | France | DF     | Valentin Ouine    |
|       | France | DF     | Cédric Rimbert    |
|       | France | DF     | Robin Trehet      |
|       | France | MF     | Julien Auffray    |
|       | France | MF     | Logan Biteau      |

| Số áo |          | Vị trí | Cầu thủ           |
| ----- | -------- | ------ | ----------------- |
|       | France   | MF     | Korentin Dumont   |
|       | France   | MF     | John Friboulet    |
|       | France   | MF     | Corentin Hébert   |
|       | France   | MF     | Florian Levasseur |
|       | Cameroon | MF     | Mathias Mbabi     |
|       | France   | MF     | Damien Plisson    |
|       | France   | MF     | Romain Thomas     |
|       | France   | FW     | Jules Etienne     |
|       | France   | FW     | Oumar Fall        |
|       | France   | FW     | Hugo Gisbert      |
|       | France   | FW     | Tony Joly         |
|       | France   | FW     | Jason Luanda      |
|       | France   | FW     | Florian Sohey     |

## Danh hiệu
- Haute-Normandie DH championship: 1952, 1956, 1961, 1973, 1987, 1991, 1996
- Championnat de France Amateur 2: 2013 (Bảng A) [1]